# Rhipsalis dissimilis
Rhipsalis dissimilis és una espècie de planta que pertany al gènere Rhipsalis de la família de les cactàcies.

## Descripció
Rhipsalis dissimilis creix de forma epífita o litòfica amb ramificacions obertes, estrictament acrotòniques, inicialment tiges molt variables de creixement il·limitat. N'hi ha disponibles entre tres i nou costelles baixes. De vegades les tiges són gairebé rodones o rarament triangulars a pentagonals. Tenen un diàmetre de 4 a 10 mil·límetres i fan de 5 a 15 centímetres de llarg.
Les flors de groc clar a groc apareixen lateralment a partir d'arèoles llanoses enfonsades i poden arribar a fer un diàmetre d'1 a 1,5 centímetres. Els fruits són gairebé esfèrics, de color vermell i tenen una base blanca.

## Distribució
Rhipsalis dissimilis és comú als estats brasilers de Paraná i São Paulo a altituds de 800 a 1100 metres.

## Taxonomia
Rhipsalis dissimilis va ser descrita per Karl Moritz Schumann i publicat a Flora Brasiliensis 4(2): 286. 1890.
Etimologia
Rhipsalis : epítet grec que significa "cistelleria"
dissimilis: epítet llatí que significa "entre similars".